# Jean-Marie Pérès
Pour les articles homonymes, voir Pérès.
Léon Joseph Jean Marie Pérès, né à Montpellier le 8 octobre 1915 et mort à Plan-de-Cuques le 9 mars 1998, est un zoologue terrestre qui devint zoologue, puis écologiste marin et enfin océanographe biologiste.
Ses principales recherches scientifiques concernent surtout la systématique et la biologie des ascidies et l'étude des communautés marines benthiques.
Ses nombreuses campagnes océanographiques et plongées profondes (dans les bathyscaphes « FNRS III » et « Archimède », et la Soucoupe plongeante SP-350) dans diverses régions du globe, lui donnèrent une vaste vue d'ensemble de l'écologie marine benthique. Directeur de la Station Marine d'Endoume à Marseille pendant 35 ans, il y fut un remarquable enseignant, un défenseur de la recherche océanographique française et un conseiller scientifique international pour de nombreux pays émergents.

## Biographie

### Jeunesse et début de carrière

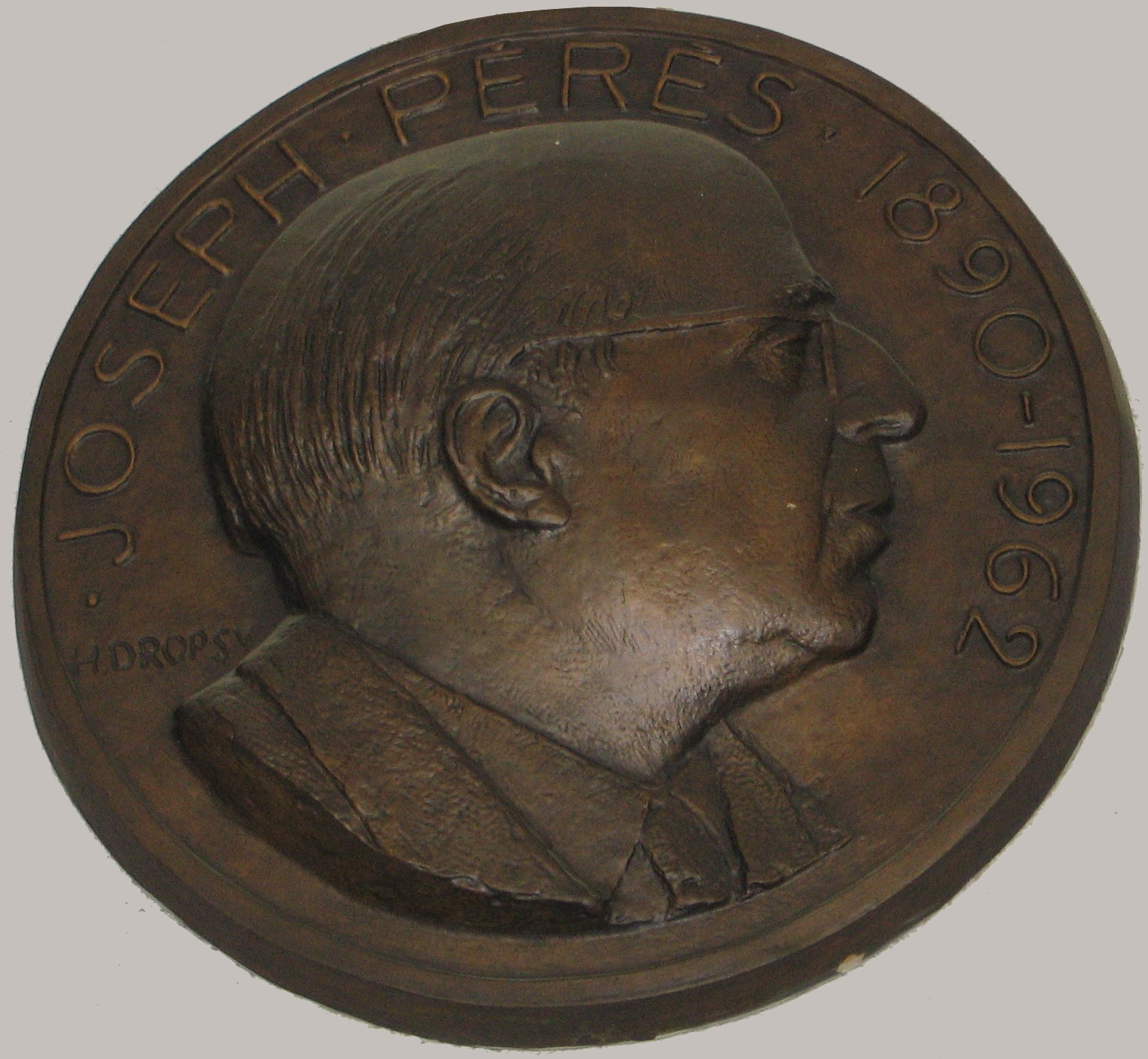
Médaillon de Joseph Pérès
par Henri Dropsy
Univ. de Provence - Site Saint-Charles
Marseille

Jean-Marie Pérès était fils d'un spécialiste de la mécanique et de l'aéronautique, Joseph Pérès (1890-1962), ancien élève de l'École normale supérieure (1908), et professeur à la faculté des Sciences de Marseille entre 1921 et 1932 et à la Sorbonne de 1932 à 1961 (doyen de 1954 à 1961),membre de l'Académie des sciences (1942).
Son grand-père paternel, Jean Pérès, ancien élève de l'École normale supérieure, était agrégé de philosophie et son grand-père maternel, Léon Robin, était helléniste, spécialiste de Platon et de la pensée grecque en général, et professeur de philosophie à la Sorbonne.
J.-M. Pérès, qui savait déjà lire à l'âge de quatre ans, fit ses études au lycée Thiers de Marseille et au lycée Saint-Charles. Il fut reçu, à l'âge de 16 ans (1931), aux baccalauréats de mathématiques élémentaires et philosophie.
Etudiant à la Sorbonne, il est admissible en 1933 et 1934 au concours d'entrée à l'École normale supérieure (groupe III) mais son classement final ne lui permet pas d'être admis. Il prépare en même temps une licence de sciences naturelles, avec les certificats de zoologie, chimie, géologie et botanique.
En 1933, J.-M. Pérès fait ses premiers pas d'étudiant à la station de biologie marine de Wimereux sous la direction de Louis Gallien. Licencié ès sciences en 1935 (Paris et Strasbourg), il embarque à Brest, en avril 1936, pour sa première grande mission scientifique sur le navire océanographique « Président-Théodore-Tissier », au large de côtes occidentales africaines et autour des Açores et des Canaries.

En 1937, il soutient, à Paris, un diplôme d'études supérieures en zoologie qui porte sur l'anatomie et la biologie de bivalves commensaux de certains échinidés.
Il est chargé, en 1937-1938, d'une mission au Maroc pour l'étude des eaux continentales. Là, avec Germaine Sidet, qu'il épouse le 17 septembre 1937, il travaille sur les mollusques et les crustacés notostracés et fait des observations sur les insectes, les poissons et les grenouilles.
Ses débuts aventureux et éclectiques inspireront ces mots à Pierre-Paul Grassé :
«  Comme doit l'être un débutant avide de connaître, vous touchez à tout : vous lancez des coups de filet à droite et à gauche et ils sont fructueux.  »
Mobilisé le 17 septembre 1939 à l'École d'application d'Artillerie de Fontainebleau, J.-M. Pérès est volontaire pour l'armée de mer en janvier 1940. Canonnier de marine, il est démobilisé le 28 août 1940 avec le grade d'aspirant de réserve.
La même année, il devient préparateur à la Station marine d'Endoume à Marseille et commence sa thèse de doctorat ès sciences sur le sang et les organes neuraux des ascidies, sous la direction de Max Kollmann, directeur du laboratoire d'Endoume.
En mars-avril 1942, il fait un séjour à Villefranche-sur-Mer pour observer les Tuniciers pélagiques.
En mars 1943, il est nommé sous-directeur de l'Institut océanographique de Monaco et soutient sa thèse, à Paris, le 2 décembre de la même année. Il obtient, en mars 1944, le poste de sous-directeur du Laboratoire de Malacologie au Museum national d'Histoire naturelle de Paris, avec fonction de directeur-adjoint du laboratoire maritime de Dinard. Il allait rester à Dinard jusqu'en 1947 et en rénover l'aquarium qui était fermé depuis 1939. C'est là qu'il fait la connaissance de son futur « bras droit » en écologie marine benthique, Jacques Picard.

### L'enseignant et conférencier
J.-M. Pérès est successivement Maître de Conférence (1er octobre 1947), puis Professeur de Biologie animale (1951) à la Faculté des Sciences de Marseille, Professeur d'océanographie de 1955 à 1970 dans cette même faculté puis à l'Université Aix-Marseille II jusqu'au 8 août 1984. Il dirigea, dès sa création en 1955, l'enseignement de Troisième Cycle d'Océanographie Biologique de Marseille. Cet enseignement océanographique fut le premier créé en France, en quasi-simultanéité avec la chaire d'océanographie physique créée au Muséum national d'histoire naturelle de Paris.
En 1961 et 1963, il publie, avec L. Devèze l'ensemble des cours d'océanographie biologique alors enseignés à la Station marine d'Endoume,
Jean-Marie Pérès donna des cours et conférences dans de très nombreux pays : Europe (Allemagne, Belgique, Bulgarie, Espagne, Italie, Roumanie, ex-U.R.S.S.…), Afrique (Algérie, Madagascar), Moyen-Orient (Israël, Liban), Asie (Corée), Amérique (Brésil, États-Unis, Mexique…).

### L'océanographe biologiste
Si J.-M. Pérès commença sa carrière comme zoologue terrestre, il s'orienta très vite vers la zoologie marine puis, notamment sous l'influence du Professeur Louis Fage, directeur de l'Institut océanographie de Paris, vers l'océanographie biologique. Le 1er octobre 1948, il est nommé Directeur de la Station marine d'Endoume à Marseille. Pendant une dizaine d'années encore J.-M. Pérès allait poursuivre ses travaux sur la systématique, la biologie et l'écologie des Ascidies, mais en abandonna l'histologie, à la faveur de campagnes océanographiques auxquelles il allait participer.
Avec la collaboration notamment de Jacques Picard et de Roger Molinier, il allait jeter les bases de la bionomie benthique, de la mer Méditerranée.
Ainsi se sont succédé, sous sa direction, 29 promotions d'océanographes français et étrangers lesquelles ont produit, entre 1959 et 1982, 250 thèses de Doctorat de 3e cycle et 100 thèses de Doctorat d'État .
Ces travaux menés notamment hors de Méditerranée (Indo-pacifique, Atlantique, Antarctique…) et ses observations en bathyscaphe et soucoupe plongeante lui ont permis de publier une synthèse mondiale de l'écologie marine benthique, dans le traité du biologiste marin Otto Kinne.

### L'œuvre écrite
En 1972, bien avant sa cessation officielle d'activité intervenue en 1985, J.-M. Pérès entreprend de rédiger une notice de synthèse sur ses titres et travaux qui mentionne déjà 196 publications entre 1937 et 1971.
Mais l'œuvre imprimée globale de J.-M. Pérès est encore plus imposante puisqu'elle compte environ 370 titres de tous types (publications originales, ouvrages de synthèse, textes préliminaires, traductions, cours magistraux, œuvres de vulgarisation, rééditions, préfaces ou analyses d'ouvrages…) qui s'échelonnent de 1937 à 1994.
En 1949, il avait été à l'origine de la création du Recueil des Travaux de la Station marine d'Endoume remplacé à partir de 1969 par Téthys dont le 11e et dernier volume paraitra en 1985.
J.-M. Pérès fut également membre de divers comités éditoriaux de revues françaises et étrangères. En particulier, il eut des relations éditoriales avec Marine Biology depuis la création du mensuel en juin 1967 jusqu'à début 1994. En 1977 il devient membre de l'Académie de Marseille.

## Distinctions

### En France
- Prix Maloteau de Guerne de la Société Zoologique de France, 1943
- Officier, puis Commandeur des Palmes académiques, 1956, 1962
- Chevalier, puis Officier de l'Ordre du Mérite maritime, 1959, 1972
- Chevalier, puis Officier, puis Commandeur de la Légion d'Honneur, 1963, 1974-75,1984
- Médaille d'or de la Société Nationale de Protection de la Nature, décembre 1964
- Officier de l'Ordre National du Mérite, 1966
- Membre non résidant de l'Académie des sciences (section biologie animale et végétale), 1973[16]
- Membre associé, puis résidant de l'Académie des Sciences, Lettres et Arts de Marseille, 1974, 1977

### À l'étranger
- Correspondant de la Société Royale des Sciences de Liège, 1959
- Docteur honoris causa de l'Université de Modène, 1975
- Docteur honoris causa de l'Université de Zagreb, 1978
- Docteur honoris causa de l'Université de Liège

### Autres honneurs
- Membre du Comité de Direction de la Calypso, de 1951 à 1968
- Président du Comité benthos de la CIESM, de 1955 à 1966
- Membre du Comité de Perfectionnement de l'Institut océanographique de Monaco, à partir de 1960
- Président du Comité de Direction du Bathyscaphe, jusqu'en 1969
- Vice-Président du Comité Exploitation des Océans, DGRST, de 1962 à 1966, puis du Comité scientifique du CNEXO, de 1967 à 1975
- Président du Comité Exploitation de la Matière vivante au CNEXO
- Président pour la Coopération franco-soviétique (domaine des océans)
- Vice-Doyen de la Faculté des Sciences de Marseille, de 1964 à 1968
- Directeur de l'U.E.R. des Sciences de la mer et de l'Environnement, Marseille, 1970
- Enseigne de Vaisseau de 1re classe honoraire, 1970
- Président du Comité de Direction du Laboratoire maritime de Roscoff, de 1970 à 1978
- Président de la Réunion sur le Corail rouge, Palma de Mallorca, Baléares, 1984

## Publications

### Ouvrages
- Louis Fage (sous la direction de), Océanographie biologique et Biologie marine, coll. « Euclide : introduction aux études scientifiques », Presses universitaires de France, Paris.
  - Tome I : Jean-Marie Pérès, La Vie benthique, 1961, 541 p.
  - Tome II : Jean-Marie Pérès & Louis Devèze, La Vie pélagique, 1963, 514 p.
- La Vie dans les Mers, coll. « Que sais-je ? », no 72, Presses universitaires de France, Paris, 1965, 126 p.
- La Vie dans l'océan, Collections Microcosme "le Rayon de la science" no 26, Le Seuil, Paris, 1966, 192 p.

### Publications para-scientifiques
- Un précurseur de l’étude du benthos de la Méditerranée : Louis-Ferdinand, comte de Marsilli. In Actes du premier congrès international d’histoire de l’Océanographie, Monaco, 1966, 1968, p. 369–376. Bulletin de l’Institut océanographique de Monaco, 1968, numéro spécial 2
- L’oeuvre de A.-F. Marion dans le domaine des sciences de la mer. Bulletin du Musée d’histoire naturelle de Marseille, 1983, 43, p. 9–11.
- Du Laboratoire de zoologie marine de Marion à la Station marine d’Endoume. 1889-1989. In M. Denis, (éd.), Océanologie, actualité et prospective, Marseille, Centre d’océanologie, 1989, p. 13–36.
- Des océanographes face à la mer. La Station marine d’Endoume. Marseille, la revue culturelle de ville, 1992, 163, p. 30–31.